# Lycopus rubropictus
Lycopus rubropictus is een spinnensoort in de taxonomische indeling van de krabspinnen (Thomisidae).
Het dier behoort tot het geslacht Lycopus. De wetenschappelijke naam van de soort werd voor het eerst geldig gepubliceerd in 1896 door Workman.